# Diretor clínico
O diretor clínico é o profissional médico que no Brasil e em Portugal, representa e coordena o corpo clínico na esfera administrativa de um hospital, clínica, sanatório, centro médico, etc., e para tanto deve ser eleito de forma direta pelos médicos componente do staff médico da instituição. É o elo entre o corpo clínico e a direção técnica e/ou direção geral/administrativa.